# 鉄系形状記憶合金
鉄系形状記憶合金（てつけいけいじょうきおくごうきん）とは、鉄を主成分とする形状記憶合金（SMA）である。鉄系形状記憶合金にはいくつかの種類があり、一般に有名な組成は、鉄（Fe）、マンガン（Mn）、ケイ素（Si）系と、鉄、ニッケル（Ni）、コバルト（Co）系のものが挙げられる。
Fe-Mn-Si 基形状記憶合金の形状記憶効果は、Ni-Ti 系のそれとは異なり、Ms 以上 Md 以下の温度範囲にて生じる応力誘起イプシロンマルテンサイト変態（fcc→hcp）に起因する。本 SMA において SME を向上させるためには、トレーニング処理と呼ばれる引張、加熱のサイクルを繰り返すか、もしくは NbC または VN などを添加する方法が考案されている。この種の形状記憶効果発現には種種の要因が混在しており、Neel 点、Ms 点、Md 点、積層欠陥エネルギー、SRO、bcc 相生成の抑制など、これら全ての要因を満たす必要があると考えられる。上記条件のもと組成設計をされた結果が Fe-32Mn-6Si であり、Mn は Ms 点を下げ、bcc 相を抑制し、Neel 点を上昇させる役割を、一方、Si は Neel 点の下降、SRO、積層欠陥エネルギーの減少の役割をそれぞれ有している。この組成に加えて Cr を添加することにより耐食性の向上に成功している（Fe-28Mn-6Si-5Cr)。本合金は研究途中の合金系であり、ここで述べた影響のほかには Mn、Si の影響、役割はあると考えられ、それらを解明することが、本形状記憶合金の特性改善を組成の観点から果たす鍵となる。
Fe-Mn-Si 系形状記憶合金は東京工業大学大学院総合理工学研究科材料物理科学専攻の佐藤彰一教授によって初めて発見された。考案されている用途として、パイプの継手材がある。この用途は淡路産業にて実用化されており、同様に継手の用途として、近年ではクレーンレールのカップリングも検討、開発されている。継手としての応用には、回復ひずみよりもむしろ回復力が重要視され、この観点から、高速変形、加熱処理により、アルファ Mn 型 bcc、カイ相の析出による回復力、強度の向上に成功している。2006年、東北大学大学院工学研究科マテリアル・開発系の石田清仁教授の研究グループが10 - 13%の超弾性を示す Fe-Ni-Co 系 SMA を開発し、注目されている。